# 今井翔太
今井 翔太（いまい しょうた、1994年〈平成6年〉 - ）は、日本の工学者、起業家。専門分野は人工知能。学位は電気通信大学にて修士、東京大学にて博士（工学）。博士課程指導教員は松尾豊。株式会社GenesisAI 代表取締役社長/CEO、北陸先端科学技術大学院大学 客員教授。

## 来歴
1994年、石川県金沢市生まれ。
ゲーマーとしての経験から人工知能研究に興味を持ち、電気通信大学を卒業後、東京大学松尾豊研究室に進学し人工知能における強化学習の研究に従事。東京大学の博士課程在学時から、自身の研究のほか、強化学習の講義を担当し、日本ディープラーニング協会の公式テキストの執筆などを行う。デミス・ハサビスに憧れてAI研究者を目指した。
2020年、電気通信大学 大学院情報理工学研究科 修士課程修了
2024年1月に単著『生成AIで世界はこう変わる』を出版。2024年初めに東京大学で最も売れた書籍、ベストセラーとなる。
2024年、東京大学大学院工学系研究科技術経営戦略学専攻博士課程を修了。博士（工学）を取得。
2024年7月、株式会社GenesisAIを創業、同社代表取締役社長/CEOに就任。GoogleやMicrosoft、Adobeなどと共に、文部科学省の有識者会議に出席するなどしている。
2025年、30歳で北陸先端科学技術大学院大学（JAIST）の客員教授に就任。東京サテライトで教育研究活動を行う。

## 人物
- 学生時代はポケモン等のゲーム大会などで上位入賞するほどのゲーマーであり、ゲームプレイの最前線で人間の知能の限界を感じていた時に囲碁の世界チャンピオンを倒したAlphaGoを見たことが、人工知能研究のきっかけになったとしている[9][10]。
- 人間の知能では及ばないような、科学事象の発見[11]、難病の治療法の確立[12][9]などに役立つAIの研究を支持している。
- AIの活用については慎重な立場であり、生成AIで一定の規制の必要性を主張するほか[13]、教育に関してもただ単にAIの使い方を学ぶことが重要なのではなくAIを使いこなす場合でも人間自身の能力が必要だと主張している[14]。

## 著書

### 単著
- 生成AIで世界はこう変わる（SBクリエイティブ、2024年）[15]

### 共著
- 深層学習教科書 ディープラーニング G検定（ジェネラリスト）公式テキスト 第3版（翔泳社、2024年）[16]
- AI白書 2022（角川アスキー総合研究所、2022年）[17]

### 監修
- 転生したらスライムだった件で学べるＢＯＯＫ　ロボット（講談社、転スラ製作委員会、2025年）[18]
- Newton 2025年3月号（ニュートンプレス、2025年）[19]

### 訳書
- 強化学習  (第2版)（森北出版、2022年）[20]

## 出演

### テレビ番組
- カズレーザーと学ぶ。「生成AIが奪う仕事、 “悪口の異常社会”から家族を守る方法、“スマホ脳”で日本人の心はボロボロに…ヒット本から読み解く現代社会の生き抜き方」（2024年5月、日本テレビ）[21]
- 日経ニュースプラス9「生成ＡＩで変わる世界　どう向き合う？」（2024年5月、BSテレ東）[22]
- 報道ステーション（2025年1月、テレビ朝日）[23]
- ワイドスクランブル（テレビ朝日）
- モーニングショー（テレビ朝日）
- 日曜スクープ（2025年2月、BS朝日）[24]
- THE TIME,（TBS）
- サンデー・ジャポン（TBS）
- あの本、読みました？『あの本、読みました？AIが登場するヒット小説「本心」平野啓一郎が語る創作の未来』（2025年2月、BSテレ東）[25]

### ウェブ番組
- お金の学び場（2023年11月）
  - 「AIの進歩により全世界の言語が話せるようになる日は近い？【藤野英人×今井翔太1】」[26]
  - 「AIやChatGPTは投資の世界に今後どんな影響を及ぼすのか【藤野英人×今井翔太2】」[27]
- PIVOT（2024年1月）
  - 「生成AI以後の仕事：東京大学・今井翔太」[28]
  - 「生成AIの5年後、10年後：東京大学・今井翔太」[29]
- ReHacQ−リハック−（2024年2月）
  - 「生成AIでホワイトカラーの仕事が激変？」[30]
  - 「超AI時代到来！人間を超えた人工知能で未来はどうなる？」[31]
- 日経CNBC（2024年4月）
  - 「生成AIが影響を与える職業とは」[32]
  - 「AIは暴走する?!」[33]
- Forbes「グローバル目線で考える AIスタートアップの勝ち方」（2024年7月）[34]
- TBS CROSS DIG with Bloomberg『NVIDIA株急落は「序章」なのか／３つのリスクと投資家の判断基準／生成AI技術「以外」が重要』[35]
- Abemaニュース「Abemaヒルズ」『米テックを抜く？AI専門家「超すごい」開発コストの安さとド根性に驚愕…スターゲート計画は？東大で7千人受講希望の研究者が解説』[36]

### ラジオ
- レコレール（2024年10月、JFN）
- 文化放送「村上信五くんと経済クン」（2025年3月）[37]
- J-WAVE「LOGISTEED TOMOLAB. TOMORROW LABORATORY」（2025年4月）[38]

## 公的な活動など
- 文部科学省「初等中等教育段階における生成AIの利活用に関する検討会議」[8]
- 東京都庁 都庁マネジメント本部[39]
- 参議院 経済産業委員会「情報処理の促進に関する法律及び特別会計に関する法律の一部を改正する法律案」参考人[40]

## 対談・記事
- MITテクノロジーレビュー『今井翔太：予測困難な生成AI技術の進化　急変する世界にどう備えるか』[41]
- エンジニアtype『大AI時代、FF14・吉田直樹がエンジニアの“手”に託す希望とは？【聞き手／今井翔太】』[42]
- エンジニアtype『米国優位が揺らぐ？ひろゆき「CPUの進化でGPU神話って崩壊しません？」【AI研究者・今井翔太が回答】』[43]
- エンジニアtype『社会で成功するゲーマーに、ひろゆきが聞く「現実世界を攻略できないゲーマーに足りないものって何すか？」』[44]
- エンジニアtype『史上最も異例な年？ 2024年ノーベル賞はなぜ“AI祭り”なのか今井翔太が全力解説！』[11]
- エンジニアtype『ノーベル物理学賞、本当は日本人研究者のもの？ 甘利俊一の功績を忘れてはいけない【今井翔太コラム】』[10]
- 日本の人事部 HRテクノロジー　キーパーソンに聞く『「生成AI」で組織風土さえも変革できる―― 人事は「人間中心」に「専門領域」を磨く取り組みを』[9]
- クーリエ・ジャポン 今月の本棚 『今井翔太の推薦図書』[45]
- Pen Online My Relax Time 『あえて“考えない時間”をつくる、AI研究者・今井翔太が実践する3つのリラックス方法』[46]
- 文春オンライン ベストセラー解剖『生成AIで世界はこう変わる』[7]
- 松尾豊の弟子・今井翔太が語る「理系人材の終焉」で問われる能力[47]
- CINRA「「AIが仕事を奪う」は人を過小評価している。芥川賞作家・九段理江と東大AI研究者が語る、人類の未来」[48]
- 日刊工業新聞「著者登場／今井翔太氏『生成AIで世界はこう変わる』」[49]
- MarkeZine「研究者が示す「AIの限界値（≒到達点）」と「人間の価値」【松尾研究室 今井翔太×博報堂 藤平達之】」[50]
- Panasonic Make New Magazine「AIで「働き方」はどう変わる？DEI実現に向けたAI活用を、東大の注目研究者と考える」[51]
- ビジネス+IT東大 「松尾豊教授と今井翔太氏が語る、生成AIがもたらす「予測不能な高次な未来」[52]
- 日本経済新聞「AI、ノーベル賞級に迫る　生物学50年来の難題に解決策」[53]